# From the Hip
From the Hip is een Amerikaanse komische film uit 1987.

## Rolverdeling
| Acteur               | Personage               |
| -------------------- | ----------------------- |
| Dan Monahan          |                         |
| Darren McGavin       |                         |
| Judd Nelson          | Robin 'Stormy' Weathers |
| Elizabeth Perkins    |                         |
| John Hurt            |                         |
| Allan Arbus          |                         |
| Nancy Marchand       |                         |
| David Alan Grier     | Steve Hadley            |
| Ray Walston          |                         |
| Edward Winter        |                         |
| Richard Zobel        |                         |
| Robert Irvin Elliott |                         |